# Godfried III van Penthièvre
Godfried III van Penthièvre (overleden rond 1205) was van 1164 tot 1205 graaf van Penthièvre. Hij behoorde tot het huis Rennes.

## Levensloop
Godfried III was de enige zoon van graaf Rivallon van Penthièvre en diens onbekend gebleven echtgenote.
Nadat zijn oom Stefanus II in 1164 stierf aan lepra, volgde Godfried hem op als graaf van Penthièvre.
Hij bleef ongehuwd en had geen nageslacht. Kort voor zijn dood verkocht Godfried in 1205 , met toestemming van koning Filips II van Frankrijk en de familie Tournemine, aan wie hij via zijn zus Eline verwant was, het graafschap Penthièvre en alle bijbehorende rechten aan heer Alan I van Avaugour, zijn dichtst verwante mannelijke familielid.